# De paria's van Ceylon

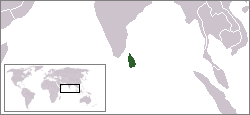
De ligging van Sri Lanka.

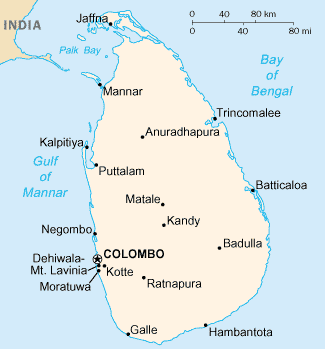
Een overzichtskaart van Sri Lanka (voorheen Ceylon).

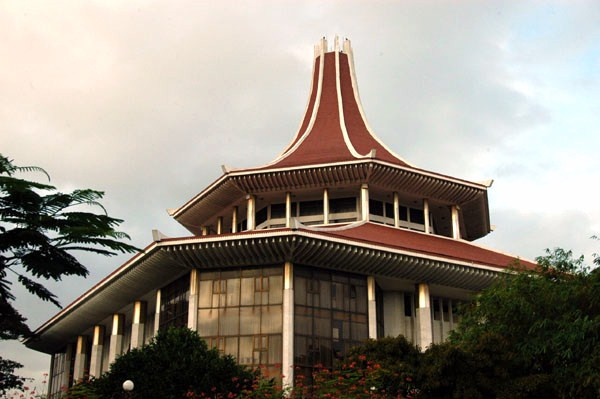
De Sri Lankaanse Hoge Raad in Colombo.

De paria's van Ceylon is een spionageroman van auteur Gérard de Villiers en is het 22e deel uit de S.A.S.-reeks met als protagonist de Oostenrijkse prins en freelance CIA-agent Malko Linge.

## Het verhaal
De CIA toont Malko een foto van Diana Vorhund, een wonderschone Zuid-Afrikaanse, die is genomen op het eiland Ceylon. Gezien haar communistische en revolutionaire verleden vermoedt de CIA niet dat zij zich ophoudt op Ceylon voor een ontspannende vakantie. De CIA vermoedt dat zij terroristische aanslagen aan het voorbereiden is.
Malko vertrekt naar Ceylon om ter plaatse informatie te vergaren. Op het eiland vindt een aantal gruwelijke moorden plaats. Vormen deze moorden slechts de opmaat voor een op handen zijnde revolutionaire actie?

## Personages
- Malko Linge, een Oostenrijkse prins en CIA-agent;
- Diana Vorhund, een Zuid-Afrikaanse communistische revolutionaire;
- Swanee, een Singalees en paria.